# Jalšje
Jalšje is een plaats in de gemeente Veliko Trgovišće in de Kroatische provincie Krapina-Zagorje. De plaats telt 344 inwoners (2001).